# Yasmin Kwadwo
Yasmin Kwadwo (* 9. November 1990 in Recklinghausen) ist eine deutsche Leichtathletin in den Sprintdisziplinen und startet für den LC Paderborn.

## Berufsweg
Kwadwo besuchte das Märkische Gymnasium in Wattenscheid mit den Leistungskursen Sport und Englisch und schloss den Schulbesuch im Juni 2010 mit dem Abitur ab. Als „Eliteschülerin des Jahres“ erhielt sie eine Einladung zu den Olympischen Winterspielen 2010 in Vancouver, die sie allerdings ausschlug, um sich auf das Abitur vorzubereiten. Kwadwo studierte in Heidelberg Anglistik und Geschichte auf Lehramt.

## Sportliche Karriere
Yasmin Kwadwo wuchs in Dortmund auf und begann nach dem Umzug der Familie nach Wattenscheid 2001 als Mitglied des TV Wattenscheid 01 mit der Leichtathletik, ihr Trainer dort war Slawomir Filipowski. Sie tritt als Sprinterin über 100 Meter und in der Sprintstaffel an, selten über 200 Meter. 2007 war sie noch Dritte bei den Deutschen Jugendmeisterschaften im 100-Meter-Lauf, in den beiden Folgejahren gewann sie jeweils den Titel, auch in der Halle holte sie sich die Meisterschaften über 60 Meter. 2009 brachte ihr eine Steigerung ihrer Bestzeit auf 11,38 s die Qualifikation für die Junioreneuropameisterschaften (U20). Als Favoritin gestartet, siegte sie sowohl im 100-Meter-Lauf in 11,42 s als auch mit der 4-mal-100-Meter-Staffel (Yasmin Kwadwo, Leena Günther, Nadja Bahl, Ruth Sophia Spelmeyer) in einer Zeit von 44,86 s. Mit der Staffel des TV Wattenscheid holte sie ihren ersten Deutschen Meistertitel im Leistungsbereich.
Gleich in ihrem ersten Jahr bei den Frauen gewann Kwadwo den Titel bei den Deutschen Hallenmeisterschaften. In Karlsruhe lief sie die 60 Meter in persönlicher Bestzeit von 7,29 s und schlug Anne Möllinger und Marion Wagner, verpasste allerdings die Norm für die Hallenweltmeisterschaften um fünf Hundertstelsekunden. Der DLV nominierte sie dennoch für Doha, mit 7,39 s – im Vorlauf war sie eine Hundertstelsekunde schneller – kam sie aber nicht über das Halbfinale hinaus. Im Juni 2010 lief Kwadwo bei einem Sportfest in Regensburg zwar 11,38 s, verletzte sie sich jedoch am Oberschenkel und musste einige Wochen pausieren. Bei ihrem nächsten Wettkampf, der Junioren-Gala in Mannheim musste sie sich in 11,33 s den Sieg mit Möllinger teilen, beide unterboten damit aber die Qualifikationsnorm für die Europameisterschaften in Barcelona. Für Kwadwo war es die erste Normerfüllung und gleichzeitig eine neue Bestleistung. Beim Sieg von Verena Sailer bei den Deutschen Meisterschaften in Braunschweig belegte sie nach 11,50 s Rang drei knapp hinter Möllinger. Mit der Wattenscheider Staffel in der Besetzung Karoline Köhler, Katja Tengel, Maike Dix verteidigte sie als Schlussläuferin den Titel. Aufgrund dieser Leistungen wurde sie für die Europameisterschaften nominiert. In Barcelona schied sie in der Einzelkonkurrenz mit 11,68 s als Vierte ihres Vorlaufes aus.
Bei den Weltmeisterschaften 2011 in Daegu lief Yasmin Kwadwo als Startläuferin in der 4-mal-100-Meter-Staffel, jedoch misslang die Übergabe des Staffelstabs an die nächste Läuferin, Anne Möllinger, da Kwadwo behindert worden war. 2012 gewann sie in der Halle mit der Wattenscheider 4-mal-200-Meter-Staffel die Deutsche Meisterschaft. Bei den Olympischen Spielen in London war Kwadwo Ersatzläuferin des DLV-Quartetts. Am Ende der Saison wechselte sie zur MTG Mannheim, zur Trainingsgruppe von Valerij Bauer, der auch Verena Sailer angehörte.

## Vereinszugehörigkeiten
Seit 2020 startet Kwadwo für den LC Paderborn und wird von Thomas Prange trainiert. Von 2018 bis 2019 startete Kwadwo für den TSV Bayer 04 Leverkusen, zu dem sie von der MTG Mannheim kam. Von 2001 bis zum Ende der Saison 2012 war sie Mitglied beim TV Wattenscheid 01.

## Familie
Kwadwos Eltern stammen aus Ghana. Ihre Schwester Keshia ist ebenfalls Sprinterin, Bruder Leroy spielt professionell Fußball.